# Staunton (Gloucester)
Staunton (Gloucestershire) é uma paróquia e aldeia de Forest of Dean, no condado de Gloucestershire, na Inglaterra. De acordo com o Censo de 2011, tinha 793 habitantes. Tem uma área de 6,03 km².